# Toremar
Toremar, originariamente acronimo di Toscana Regionale Marittima, è una compagnia di navigazione fondata a Livorno il 7 novembre 1975. Si occupa prevalentemente della continuità territoriale dai porti di Piombino, Livorno e Porto Santo Stefano con le isole di Capraia, Giglio, Elba e Pianosa. Al 2025 opera con una flotta di sei traghetti ro/ro e un catamarano.
Il 3 novembre 2009 il ministro delle infrastrutture e dei trasporti Altero Matteoli e il presidente della Regione Toscana firmarono l'accordo per il passaggio della società di navigazione dallo Stato (controllata tramite Tirrenia) direttamente alla regione Toscana, che ne doveva mantenere la maggioranza dell'azionariato e a privati tramite un successivo bando di gara; analoga sorte ebbero tutte le altre compagnie di navigazione regionali affiliate al gruppo Tirrenia.
Il 5 maggio 2011 Moby Lines si aggiudicò la gara per l'acquisizione del 100% di Toremar al prezzo di 10 258 000 euro; contestualmente Moby firmò il contratto per la gestione in appalto dei servizi pubblici di continuità territoriale per un valore di 160 milioni di euro e una durata complessiva di 12 anni.

## Flotta
| Tipo       | Traghetto         | Immagine | Stazza   | Capacità passeggeri | Capacità auto | Velocità in nodi | Anno di costruzione | Anno di Acquisizione | Rotta                            |
| ---------- | ----------------- | -------- | -------- | ------------------- | ------------- | ---------------- | ------------------- | -------------------- | -------------------------------- |
| Ferry      | Stelio Montomoli  |          | 2.914    | 790                 | 95            | 18               | 1991                | 1991                 | Livorno-Capraia                  |
| Ferry      | Oglasa            |          | 2.386    | 470                 | 106           | 18               | 1980                | 1980                 | Piombino-Portoferraio            |
| Ferry      | Marmorica         |          | 2.386    | 470                 | 106           | 18               | 1980                | 1980                 | Piombino-Portoferraio            |
| Ferry      | Rio Marina Bella  |          | 2.391,86 | 900                 | 124           | 20               | 2004                | 2012                 | Piombino-Portoferraio            |
| Ferry      | Giovanni Bellini  |          | 1.573    | 700                 | 62            | 16,5             | 1985                | 2005                 | Piombino-Rio Marina-Pianosa      |
| Ferry      | Giuseppe Rum      |          | 497      | 633                 | 40            | 16               | 2005                | 2012                 | Porto Santo Stefano-Giglio Porto |
| Catamarano | Schiopparello Jet |          | 209      | 187                 | 0             | 38               | 1999                | 2016                 | Piombino-Cavo-Portoferraio       |

## Flotta del passato
| Traghetto            | Anno di costruzione | Anni di servizio     | Stato attuale                           | Immagine |
| -------------------- | ------------------- | -------------------- | --------------------------------------- | -------- |
| Aethalia             | 1956                | 1956 - 1988          | Cancellata dai registri navali nel 2002 |          |
| Rio Marina           | 1960                | 1962-1981            | Affondata in Togo nel 2015              |          |
| Isola d'Elba         | 1961                | 1966-1981            | Semiaffondata a Brindisi nel 2008       |          |
| Capo Bianco          | 1960                | 1971-1992            | Cancellata dai registri navali nel 2011 |          |
| Ischia               | 1947                | 1975-1980            | Demolita nel 2007 ad Aliağa             |          |
| Diomedea             |                     | (noleggio)           |                                         |          |
| AliBastia            | 1973                | 1975-1977 (noleggio) | Ignoto dal 1982                         |          |
| Aligiglio            | 1973                | 1975-1976 (noleggio) |                                         |          |
| Alioth               |                     | 1990/1992 (noleggio) |                                         |          |
| Algol                |                     | 1991 (noleggio)      |                                         |          |
| Albireo              |                     | 1993 (noleggio)      |                                         |          |
| Pacinotti            |                     | 1995/2007 (noleggio) | Attuale Nautilus                        |          |
| Aldebaran            | 1997                | 1996 (noleggio)      |                                         |          |
| Ichnusa              | 1986                | 1997 (noleggio)      | Di proprietà di Ichnusa Lines           |          |
| Monte Gargano        |                     | 1997 (noleggio)      | Demolito nel 2024                       |          |
| Sibilla              | 1979                | 1998 (noleggio)      | In servizio per Siremar                 |          |
| Carloforte           | 1973                | 1999 (noleggio)      | Di proprietà di Laziomar                |          |
| Isola di Capraia     | 1998                | 1999-2007            | Attuale SNAV Virgo per SNAV             |          |
| Fabricia             | 1987                | 1987-2012            | Attuale Tommy per Alicost               |          |
| Planasia             | 1980                | 1980-2012            | Attuale Nereide per Medmar              |          |
| Aegilium             | 1979                | 1980-2013            | Attuale Macaiva per Gestour             |          |
| Airone Jet           |                     | 2010-2011 (noleggio) | Di proprietà di Alilauro                |          |
| Maria Sole Lauro Jet |                     | 2012-2013 (noleggio) | Attuale Pacific 7 per Pacific Ferry     |          |
| Agostino Lauro Jet   | 2005                | 2013-2014 (noleggio) | Di proprietà della Laziomar             |          |
| Acapulco Jet         | 1989                | 2014-2016 (noleggio) | Di proprietà di Alilauro                |          |
| SNAV Alcione         | 1991                | 2017 (noleggio)      | Di proprietà di SNAV                    |          |
| Moby Ale             | 1969                | 2022 (noleggio)      | Demolito ad Aliağa nel 2024             |          |
| Bastia               | 1974                | 2023 (noleggio)      | Attuale One di Alilauro Gru.So.N        |          |
| Nettuno Jet          | 1988                | 2025 (noleggio)      | Di proprietà di Alilauro                |          |
| Liburna              | 1989                | 1989-2025            | Attuale Bunifazziu per Moby Lines       |          |

## Rotte

### Isola d'Elba
- Piombino ↔ Portoferraio (1 h nave, 40 min catamarano con scalo presso Cavo)
- Piombino ↔ Cavo (20 min catamarano, 40 min nave)
- Piombino ↔ Rio Marina (45 min)

### Pianosa
- Rio Marina ↔ Pianosa (1 h 50 min)
- Piombino ↔ Pianosa (3 h con scalo presso Rio Marina)

### Isola del Giglio
- Porto Santo Stefano ↔ Giglio (1 h)

### Isola di Capraia
- Livorno ↔ Capraia (2 h 45 min)